# Alfoz de Lloredo
Alfoz de Lloredo is een gemeente in de Spaanse provincie en regio Cantabrië met een oppervlakte van 46 km². Alfoz de Lloredo telt 2.466 inwoners (1 januari 2016).

## Demografische ontwikkeling
Bron: INE, 1857-2011: volkstellingen
Opm.: Tot 1857 behoorde Alfoz de Llorredo tot de gemeente Ruiloba; in 1877 werd Udías een zelfstandige gemeente

## Galerij

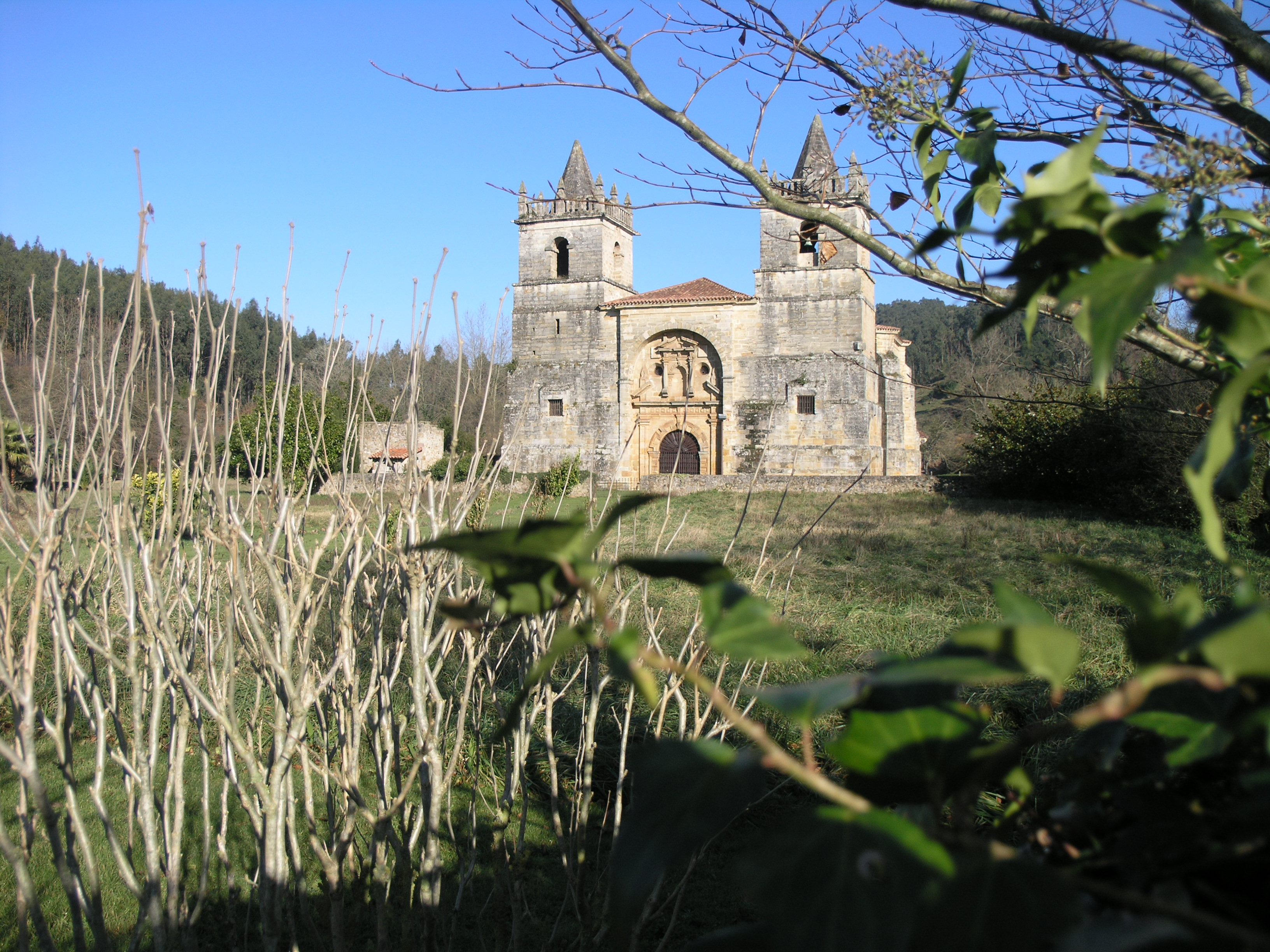
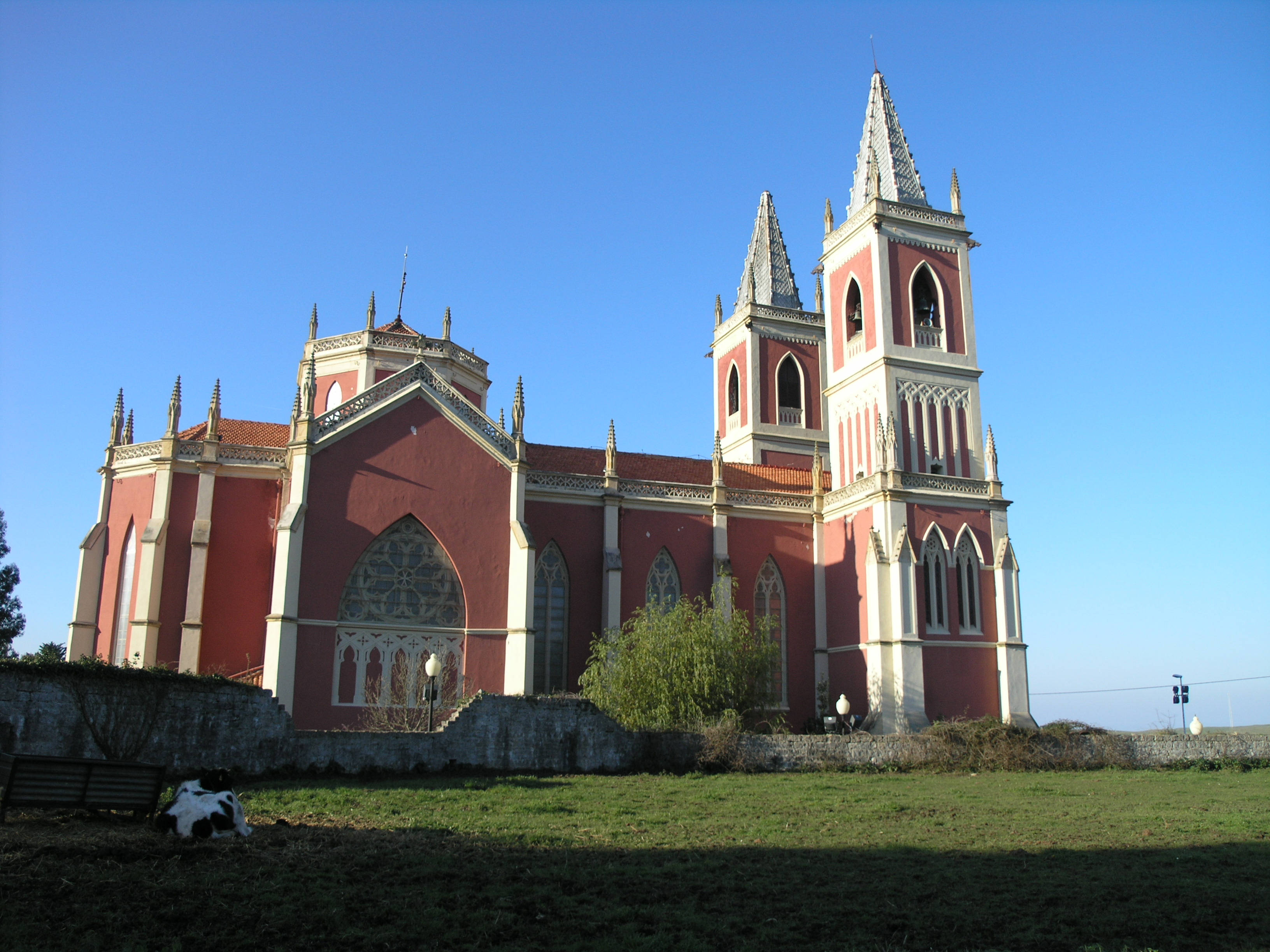
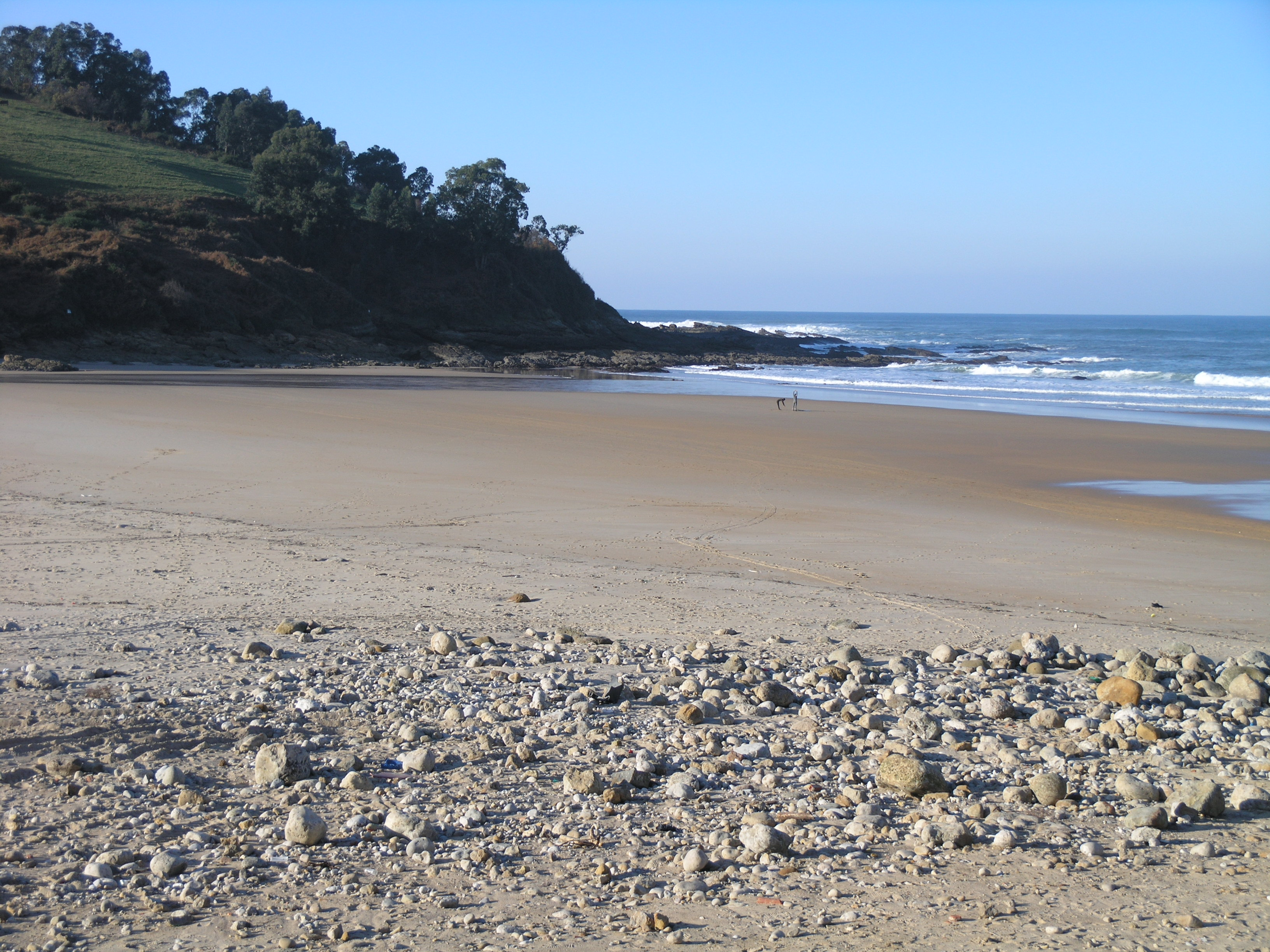
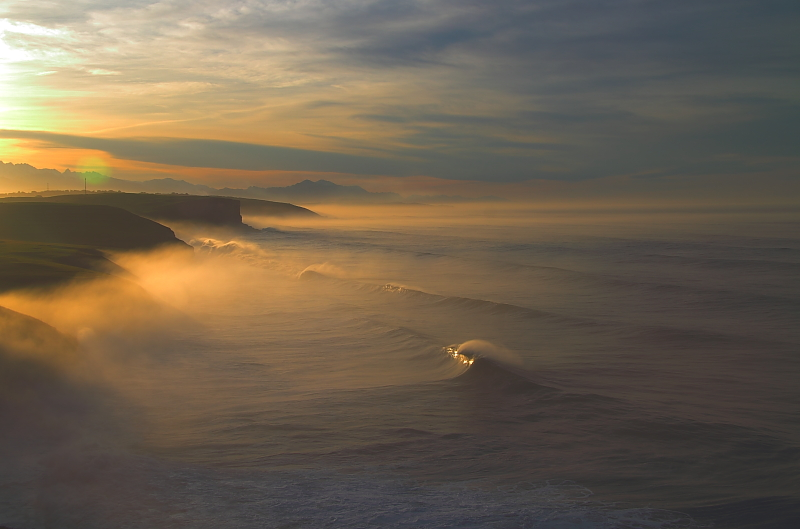
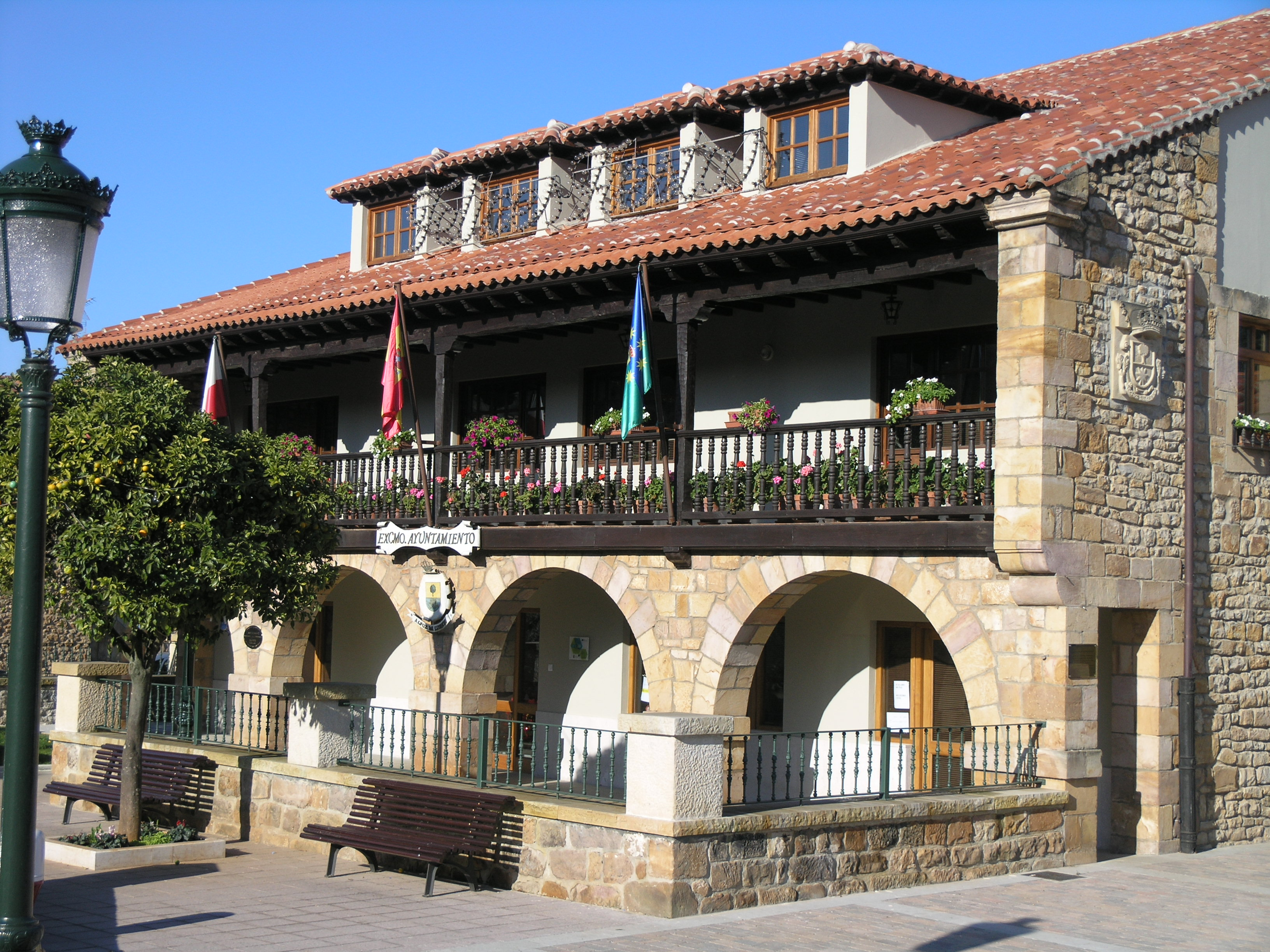

Alfoz de Lloredo · Ampuero · Anievas · Arenas de Iguña · Argoños · Arnuero · Arredondo · El Astillero · Bárcena de Cicero · Bárcena de Pie de Concha · Bareyo · Cabezón de la Sal · Cabezón de Liébana · Cabuérniga · Camaleño · Camargo · Campoo de Enmedio · Campoo de Yuso · Cartes · Castañeda · Castro Urdiales · Cieza · Cillorigo de Liébana · Colindres · Comillas · Los Corrales de Buelna · Corvera de Toranzo · Entrambasaguas · Escalante · Guriezo · Hazas de Cesto · Hermandad de Campoo de Suso · Herrerías · Lamasón · Laredo · Liendo · Liérganes · Limpias · Luena · Marina de Cudeyo · Mazcuerras · Medio Cudeyo · Meruelo · Miengo · Miera · Molledo · Noja · Penagos · Peñarrubia · Pesaguero · Pesquera · Piélagos · Polaciones · Polanco · Potes · Puente Viesgo · Ramales de la Victoria · Rasines · Reinosa · Reocín · Ribamontán al Mar · Ribamontán al Monte · Rionansa · Riotuerto · Las Rozas de Valdearroyo · Ruente · Ruesga · Ruiloba · San Felices de Buelna · San Miguel de Aguayo · San Pedro del Romeral · San Roque de Riomiera · San Vicente de la Barquera · Santa Cruz de Bezana · Santa María de Cayón · Santander · Santillana del Mar · Santiurde de Reinosa · Santiurde de Toranzo · Santoña · Saro · Selaya · Soba · Solórzano · Suances · Los Tojos · Torrelavega · Tresviso · Tudanca · Udías · Val de San Vicente · Valdáliga · Valdeolea · Valdeprado del Río · Valderredible · Valle de Villaverde · Vega de Liébana · Vega de Pas · Villacarriedo · Villaescusa · Villafufre · Voto